# Genética quantitativa
A Genética Quantitativa é a parte de genética que estuda o caráter quantitativo dos seres, ou seja, estuda o papel das qualidades adquiridas pelos genes, estudando-as de forma estatística. Tais estudos se baseiam em características quantitativas, tais quais são exibidas parcialmente não genéticas, também conhecidas como "efeito do meio".
A mais básica e não menos fundamental equação da Genética Quantitativa é a que exemplifica  os efeitos que o meio onde vivem os seres influenciam seu fenótipo
{\displaystyle F=G+E}
Onde:
- {\displaystyle F} é fenótipo;
- {\displaystyle G} é genótipo;
- {\displaystyle E} é o ambiente.

Isto para o modelo básico, Mas se nos aprofundarmos, podemos dizer que a genética ou genótipo pode ser composta por três fatores:
1. Efeitos genéticos aditivos {\displaystyle (A)}
2. Efeitos genéticos devido à dominância {\displaystyle (D)}
3. Efeitos genéticos devido à epistasia {\displaystyle (I)}

Temos que
{\displaystyle {\text{Genótipo}}=A+D+I}
Daí podemos reescrever a equação descrita a anteriormente
{\displaystyle F=A+D+I+E}
- {\displaystyle F} é fenótipo;
- {\displaystyle G} é genótipo;
- {\displaystyle A} é efeitos genéticos aditivos
- {\displaystyle D} é efeitos genéticos da dominância
- {\displaystyle I} é efeitos genéticos da epistasia
- {\displaystyle E} é o ambiente.

Este é o conceito que constitui o modelo expandido.